# Галка (приток Яйвы)
Галка — река в России, протекает в Александровском районе Пермского края. Впадает в реку Яйва в 156 км от её устья. Длина реки составляет 21 км.
Исток реки в лесном массиве в 15 км к северо-востоку от посёлка Яйва. Река течёт среди холмов предгорий Северного Урала, покрытых тайгой. Многократно меняет направление течения, петляя между холмов — от истока течёт на юг, затем поворачивает на северо-запад и север, а в нижнем течении после впадения крупнейшего притока Северная Галка поворачивает на юго-запад. Притоки — Южная Галка (левый), Северная Галка (правый). В среднем течении на левом берегу реки деревня Галка. Впадает в Яйву ниже деревни База.

## Данные водного реестра
По данным государственного водного реестра России относится к Камскому бассейновому округу, водохозяйственный участок реки — Кама от города Березники до Камского гидроузла, без реки Косьва (от истока до Широковского гидроузла), Чусовая и Сылва, речной подбассейн реки — бассейны притоков Камы до впадения Белой. Речной бассейн реки — Кама.
Код объекта в государственном водном реестре — 10010100912111100007291.